# او-۱۲۴ (کریگس‌مارینه)
او-۱۲۴ (به آلمانی: U-124) یک او-بوت کریگس‌مارینه از نوع ۹ب بود که در جریان جنگ جهانی دوم به عملیات پرداخت. این او-بوت در یازده گشت رزمی خود ۴۶ کشتی تجاری و ۲ کشتی جنگی دشمن با مجموع تناژ ۲۲۵ هزار تن را غرق کرد و یکی از موفق‌ترین او-بوت‌های آلمان در طول جنگ بود.

## تاریخچه عملیاتی

### گشت نخست
او-۱۲۴ به فرماندهی ناوسروان گئورگ-ویلهلم شولتس، در جریان نخستین گشت رزمی خود، روز ۲۵ اوت سال ۱۹۴۱ کاروان اچ‌ایکس ۶۵اِی را در حال گذر از تنگه مینچ در آب‌های شمالی اسکاتلند مورد حمله قرار داد. در اثر این حمله دو کشتی باری ۵۰۰۰ تنی بریتاینایی غرق شدند. با یورش ناوچه سبک گودتیا به سمت آن، او-بوت وادار به یک شیرجه یک‌باره گردید. فرمانده عمق آب را به درستی برآورد نکرده بود؛ بدین ترتیب او-۱۲۴ در عمق حدود ۱۰۰ متری به بستر سخره‌ای ناحیه برخورد کرد. درحالیکه او-بوت به صورت ثابت در کف دریا بود، خرج‌های عمقی شلیک‌شده از شناور دشمن به آن آسیبی نزد. به هر صورت این حادثه موجب مسدودی محفظه‌های اژدرانداز جلویی او-۱۲۴ شد و قابلیت تهاجمی آن را به شدت کاهش داد. بدین شکل به صورتی نامطلوب، برای مابقی این گشت رزمی، وظیفه گزارش شرایط آب‌وهوایی به آن محول شد.

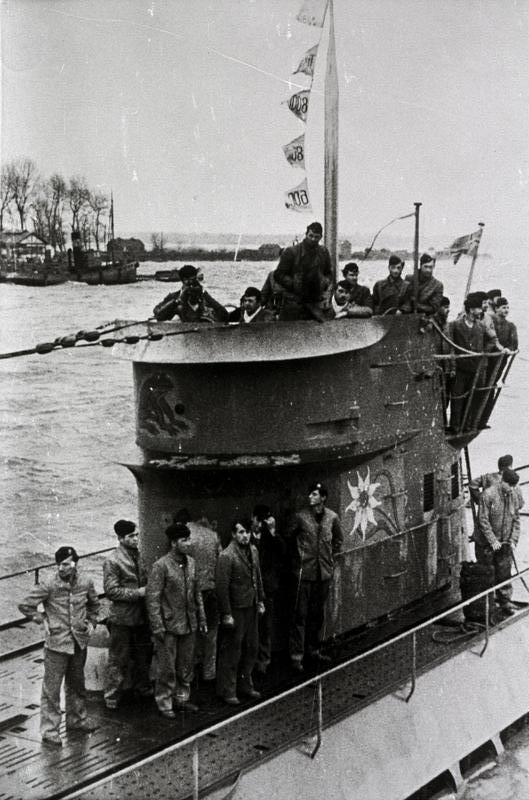
ژانویه ۱۹۴۱

### گشت هفتم
در پی غرق شدن کشتی پشتیبانی پیتون و حمل بازماندگان آن توسط او-۶۸ و او-آ، او-۱۲۴ و یک او-بوت دیگر، از طرف فرماندهی عالی مأمور به دریافت بخشی از این افراد شد. روز ۴ دسامبر سال ۱۹۴۱ این انتقال انجام گرفت. با تقسیم مساوی، حدود ۵۰ نفر بر روی عرشه بیرونی و ۵۰ نفر دیگر درون هر او-بوت جای گرفتند. پس از ملاقات با چهار زیردریایی ایتالیایی در نزدیکی کیپ ورده افراد مستقر بر عرشه به آن‌ها منتقل شدند تا او-بوت‌ها قادر به رفتن به زیر سطح شوند. با آگاهی دشمن از فعالیت او-بوت‌ها در منطقه و تلاش برای شکار آن‌ها، بیشتر روز در زیر سطح طی می‌شد. به هر صورت در این حال با وجود ۱۰۴ بازمانده و ۵۲ خدمه درون او-۱۲۶ شرایط به سختی قابل تحمل بود. فرمانده او-بوت تصمیم گرفت برای منحرف کردن تمرکز دشمن یک حمله ایذایی به جزیره آسنسیون صورت دهد. او-۱۲۴ در روشنایی روز ۹ نوامبر بر روی سطح به بندر جورج تاون در این جزیره نزدیک شد. با عدم مشاهده هیچ کشتی در بندرگاه، فرمانده قصد حمله به پایگاه ارتباطی در جزیره با توپ خود را داشت. او-بوت بلافاصله مورد شناسایی دفاع ساحلی قرار گرفت و توپ‌های ۵٫۵ اینچی آن به سمت آن آتش گشودند. او-۱۲۴ در مواجهه با این شرایط به عمق شیرجه زد و به دریا بازگشت. به هر صورت این حمله ایذایی ثمر بخش بود و تمامی کشتی‌های جنگی بریتانیایی به سمت آسنسیون کشیده شدند تا راه او-بوت‌های حامل بازماندگان به سمت شمال باز شود. در نهایت در غالب یکی از بزرگ‌ترین عملیات‌های نجات جنگ جهانی دوم، او-۱۲۴ اواخر ماه دسامبر بازماندگان در عرشه خود را در سن-نزر تخلیه کرد.

### گشت دهم
او-۱۲۴ به فرماندهی ناوسروان یوهان مور، در جریان دهمین گشت رزمی خود در آب‌های شرقی قاره آمریکا، روز ۲۸ دسامبر سال ۱۹۴۲ در هشتاد کیلومتری شرق ترینیداد یک کشتی تجاری بزرگ در حال حرکت منفرد آهسته به سمت این جزیره را شناسایی کرد. این کشتی ترورلس، آزادپیمای ۴۶۹۲ تنی بریتانیایی بود که ۳٬۰۰۰ تن بار سنگ منگنز حمل می‌کرد. یک اژدر از فاصله نزدیک به سمت آن شلیک شد. کشتی بریتانیایی در اثر اصابت اژدر در عرض تنها ۶۰ ثانیه به عمق دریا رفت. تنها ۹ تن از مجموع ۴۷ سرنشین آن نجات پیدا کردند. حدوداً در همین موقعیت حدود ساعت ۳ بامداد روز بعد یک کاروان کوچک شامل سه تانکر با یک ناوچه سبک محافظ در حال حرکت با سرعت ۱۱ گره مشاهده شدند. تمامی اژدرهای بارگذاری شده به سمت این اهداف شلیک شدند که هیچ‌یک اصابت نکرد. با این حال حضور و حمله او-بوت مورد شناسایی کاروان قرار نگرفت. به هر صورت هنگام سپیده‌دم یک هواگرد نیروی دریایی ایالات متحده او-۱۲۴ را در فاصله ۱۰ کیلومتری کاروان شناسایی کرد و به ناوچه محافظ اطلاع داد. پیش از آن که ناوچه خود را به موضع برساند او-بوت به عمق شیرجه زد و خرج‌های عمقی شلیک شده آسیبی به آن نرساند. با پایان تعقیب کاروان مذکور گزارش این حادثه به لوریان مخابره و دستور باقی ماندن در ناحیه دریافت شد.
او-۱۲۴ آب‌های جنوب ترینیداد را گشت زد اما چیزی نیافت. اواخر روز ۸ ژانویه سال ۱۹۴۳ در حدود ۸۰ کیلومتری شمال پاراماریبو در گویان هلند یک کاوران مشاهده شد. این کاوران تی‌بی ۱ متشکل از دوازده کشتی عمدتاً آمریکایی با حفاظت چهار قایق گشتی نیروی دریایی ایالات متحده بود که از ترینیداد به باهیا می‌رفت. او-۱۲۴ به سادگی در محدوده کاوران رخنه و حدود ۳۰ دقیقه پس از نیمه‌شب ۹ ژانویه با سه اژدر به آن حمله کرد. یکی از اژدرها به برود اَرو، تانکر ۷٬۷۱۳ تنی آمریکایی با محموله ۸٬۲۰۷ تن سوخت دیزل و نفت برخورد و انفجار بزرگی ایجاد کرد که پشت کشتی را از هم گسیخت. هفت تن از هشت توپچی کشتی در دم کشته شدند. اژدر دوم هم به قسمت پیشین برود اَرو خورد و ناخدا و تمامی حاضران در اتاقک فرماندهی را کشت. از مجموع ۴۷ خدمه کشتی تنها ۲۶ نفر زنده از آن خارج شدند و پی‌سی-۵۷۷، یکی از قایق‌های حفاظت آن‌ها را از آب گرفت. دو تن از آن‌ها هم بعداً جان باختند. برود اَرو در حال غرق شدن بود که اژدر سوم او-۱۲۴ به کشتی پشت سر آن، بیرمنگام سیتی، کشتی باری ۶٬۱۹۴ تنی آمریکایی حامل ۱۰٬۰۰۰ بار متفرقه، اصابت کرد. قایق‌های نجات سمت چپ کشتی منهدم شدند. اژدر یک شکاف بزرگ در یکی از دیواره‌های ضدآب کشتی باز کرد که موجب غرق شدن آن در عرض تنها سه دقیقه شد. خدمه با دو قایق نجات سمت راست کشتی تخلیه شدند. یکی از قایق‌ها واژگون شد و ده نفر را غرق کرد. پی‌سی-۵۷۷ چهل‌وشش بازمانده این کشتی را نیز از آب برداشت. او-۱۲۴ حدود ساعت ۱ بامداد برای حمله دیگری به کاروان، بازگشت. مور سه اژدر به سمت دو کشتی که در دید او هم‌پوشانی داشتند شلیک کرد. اژدر نخست با فاصله چند متری به خطا رفت اما دومی به کالینگزوورث، کشتی باری ۵٬۱۰۱ تنی آمریکایی با بار ۸٬۰۰۰ تن زغال سنگ، ریل فولادی و روغن بونکر، خورد. اژدر سوم به موقع شناسایی شد و کشتی با فاصله حدوداً سه متری از پیش روی آن کنار رفت. به هر صورت آسیب اژدر اصابت‌کرده کافی بود تا کالینگزوورث به همراه ۱۲ تن از خدمه آن از جمله ناخدا را در تنها چند دقیقه غرق کند. پی‌سی-۵۷۷ سی‌وچهار تن از بازماندگان را نجات داد. کشتی دیگری هم ۲۱ تن باقی‌مانده را از آب گرفت. اژدر سومی که به کالینگزوورث نخورد، از آن گشت و پشت سرش به ماینوتور، کشتی باری ۴٬۵۵۴ تنی آمریکایی با حدود ۸٬۰۰۰ کالای متفرقه اصابت کرد. انفجار حاصل یک سوراخ بزرگ در بدنه ایجاد کرد و کشتی را در عرض چهار دقیقه با سر در آب فرو برد. شصت خدمه با دو قایق نجات از کشتی خارج شدند. هر دو قایق دچار حادثه شد اما فقط شش نفر جان باختند. مابقی را پی‌سی-۵۷۷ نجات داد. بدین ترتیب او-۱۲۴ در یک شب با شلیک ۶ اژدر توانست ۲۳٬۵۶۷ تن کشتی و ۳۲٬۰۰۰ تن از محموله‌های آن‌ها را راهی کف اقیانوس کند.